# فاینال فانتزی ۱۵
فاینال فانتزی XV (ژاپنی: ファイナルファンタジーXV هپبورن: Fainaru Fantajī Fifutīn) که در ابتدا با نام فاینال فانتزی علیه XIII شناخته می‌شد، یک بازی ویدئویی به سبک نقش‌آفرینی اکشن که توسط شرکت اسکوئر انیکس در نوامبر ۲۰۱۶ برای کنسول‌های پلی‌استیشن ۴ و ایکس‌باکس وان ساخته و منتشر شده است. نسخهٔ مایکروسافت ویندوز این بازی در مارس ۲۰۱۸ منتشر شد، و همچنین در ۱۹ نوامبر ۲۰۱۹، به عنوان بازی زمان عرضه برای گوگل استادیا در دسترس قرار گرفت. این بازی پانزدهمین قسمت در مجموعه بازی‌های فاینال فانتزی است، و همچنین به عنوان زیرمجموعه و بخشی از سری فابولا نوا کریستالیس، شامل فاینال فانتزی ۱۳ و فاینال فانتزی نوع صفر نیز به‌شمار می‌رود.
این قسمت با دیگر نسخه‌ها در سری فاینال فانتزی بسیار فاصله گرفته است و دارای داستانی مستقل، و طراحی منحصربه‌فردی می‌باشد و تمرکز بازی بر روی احساسات انسان و باورهای شخصیت‌ها است. بازی دارای ویژگی‌های نظیر محیطی جهان باز و سیستم نبردی مشابه با سری کینگدم هارتس و نسخه نوع صفر دارد که ترکیبی از قابلیت تغییر سلاح و عناصر دیگری مانند سفر با خودرو می‌باشد.